# Алешки (Владимирская область)
Алешки — деревня в Кольчугинском районе Владимирской области России, входит в состав Флорищинского сельского поселения.

## География
Деревня расположена на берегу реки Шорна в 10 км на юг от центра поселения посёлка Металлист и в 15 км на запад от райцентра города Кольчугино.

## История
В конце XIX — начале XX века деревня входила в состав Коробовщинской волости Покровского уезда, с 1925 года — в составе Киржачской волости Александровского уезда.
В 1852 г. помещик Михаил Л. Катынский переселил сюда около 20 семейств из Тульской области (в основном из деревни Каргашино Алексинского уезда).
В 1859 году в деревне числилось 20 дворов, в 1905 году — 24 двора, в 1926 году — 36 дворов.
С 1929 года деревня входила в состав Флорищинского сельсовета Кольчугинского района, с 2005 года — в составе Флорищинского сельского поселения.

## Население
| 1859 | 1905 | 1926 | 2002 | 2010 | 2021 |
| ---- | ---- | ---- | ---- | ---- | ---- |
| 105  | ↗127 | ↗159 | ↘7   | ↘4   | →4   |